# Léon Levillain
Pour les articles homonymes, voir Levillain.
Léon Levillain, né le 12 septembre 1870 à Deauville (Calvados) et mort le 16 janvier 1952 à Paris, est un historien français, ancien élève de l'École des chartes.

## Biographie
Après des études secondaires au lycée de Caen, il entre à la Faculté des lettres de Paris où il obtient sa licence en 1891. Il prépare ensuite l'agrégation, à la fois à la Sorbonne et à l’École pratique des hautes études, où il rencontre le médiéviste Arthur Giry. C'est certainement sous l'influence de ce dernier qu'il décide de se présenter au concours de l'École des chartes.
En 1895, il est reçu douzième à l'agrégation d'histoire et géographie.
En 1896 il est nommé professeur à Carcassonne (1896-1897), puis est muté à Brest. En janvier 1898, il obtient le diplôme d'archiviste paléographe après avoir soutenu sa thèse de l'École des chartes, intitulée : Examen critique des chartes mérovingiennes et carolingiennes de l'abbaye de Corbie (Ve–Xe siècles).
Il enseigne ensuite à Caen, puis à Poitiers, où il reste pendant huit ans (1900-1908) et où, en 1902, il devient membre de la Société des antiquaires de l'Ouest. À partir de la rentrée 1908, il est en poste à Paris, d'abord au lycée Charlemagne, puis au lycée Janson-de-Sailly.
Le 21 janvier 1928, il est nommé à l'École des chartes à la chaire d'étude critique des sources de l'histoire de France, à la suite du décès d'Henri François Delaborde.

## Publications
- La Filiation de Childéric III, 1899
- Examen critique des chartes mérovingiennes et carolingiennes de l'abbaye de Corbie, 1902
- Contribution à la chronologie des rois mérovingiens, 1903
- Le Sacre de Charles le Chauve à Orléans, 1903
- L'Église carolingienne de Saint-Denis, 1908
- Les Plus anciennes églises abbatiales de Saint-Denis, 1909
- Une visite à l'Hypogée des Dunes à Poitiers, 1911
- Études sur l'abbaye de Saint-Denis à l'époque mérovingienne, 1921, prix du Baron-de-Courcel de l’Académie française en 1925
- Recueil des actes de Pépin Ier et de Pépin II, 1926
- Correspondance. Loup de Ferrières, tome Ier (829-847), 1927
- Les Nibelungen historiques et leurs alliances de famille, 1938

## Distinctions
- Chevalier de la Légion d'honneur (1921)